# Савари, Жером
Жером Савари (фр. Jérôme Savary; 27 июня 1942, Буэнос-Айрес — 4 марта 2013, Париж) — французский актёр, режиссёр и директор драматического и музыкального театра.

## Биография
О Родился в семье писателя. Мать была дочерью Фрэнка Хиггинса, губернатора штата Нью-Йорк в 1905—1907. В 1947 семья вернулась во Францию. Закончил престижный частный коллеж Севеноль (департамент Верхняя Луара), кроме того учился музыке, думая стать джазовым музыкантом, а с 1958 — изобразительным искусствам в Национальной высшей школе декоративного искусства (Ensad) в Париже. В 19 лет отправился в Нью-Йорк, вошел в круг битников (Джек Керуак, Аллен Гинзберг) и джазовых музыкантов (Каунт Бейси, Телониус Монк, Ленни Брюс). В 1962 отбывал в Буэнос-Айресе воинскую повинность, работал как художник-иллюстратор, сотрудничал с Копи.
В 1965 вернулся в Париж, основал театрально-музыкально-цирковую Компанию Жерома Савари (впоследствии — Le Grand Magic Circus). В мае 1968 сотрудничал с левой газетой Аксьон. В 1982—1986 руководил Национальным драматическим центром в Безье и Монпелье, затем работал в Европейском театральном центре в Лионе (1986—1888). В 1988-2000 возглавлял Национальный театр Шайо, в 2000-2006 — парижскую Опера-Комик. Позднее руководил собственной театральной мастерской La Boîte à Rêves в Безье. Автор нескольких автобиографических книг, романа «Гавана-блюз» (2000, нем. пер. 2007). Выступал также как драматург, кинорежиссёр и актёр кино, работал как постановщик и актёр на телевидении.

## Избранные постановки
В драматическом театре ставил пьесы Шекспира, Мольера, Бюхнера, Ростана, Брехта, Артура Миллера, Аррабаля, Копи, инсценировки по романам Гриммельсгаузена, Дюма, Жюля Верна, Ганса Фаллады, Бориса Виана, комиксу Удерзо и Госинни Астерикс. Ставил оперы и оперетты (Перикола и Сказки Гофмана Оффенбаха, Золушка, Граф Ори, Севильский цирюльник и Итальянка в Алжире Россини, Риголетто Верди, Кармен Бизе, Весёлая вдова Легара), музыкальную комедию Нежная Ирма, историческую оперетту по собственному либретто От Моисея до Мао (1973), рок-оперу Мишеля Берже и Люка Пламондона Легенда о Джимми и др. Его постановка знаменитого мюзикла Кабаре с Уте Лемпер получила во Франции премию Мольера (1987), с успехом была показана в Испании (1993). Работал в театрах Италии, ФРГ, Бразилии.

## Признание
Кавалер Ордена Почётного Легиона и Ордена искусств и литературы.

## Книги о театре
- Album du Grand magic circus. Paris: P. Belfond, 1974
- La vie privée d’un magicien ordinaire. Paris: Ramsay, 1985 (нем. изд. 1986)
- Ma vie commence à 20 h 30. Paris: Stock; Laurence Pernoud, 1991
- Le Grand Magic Circus et ses animaux tristes: 30 ans d’aventures et d’amour. Paris: Théâtre National de Chaillot, 1996